# Trần Quang Chiểu
Trần Quang Chiểu (sinh ngày 29 tháng 12 năm 1958) là một chính trị gia người Việt Nam. Ông hiện là Ủy viên thường trực Ủy ban Tài chính - Ngân sách của Quốc hội Việt Nam, Phó Chủ tịch Nhóm nghị sĩ hữu nghị Việt Nam - Mông Cổ, đại biểu quốc hội Việt Nam khóa XIV nhiệm kì 2016-2021 và khóa XIII nhiệm kì 2011-2016 thuộc đoàn đại biểu Nam Định.

## Tiểu sử
Ông sinh ngày 29 tháng 12 năm 1958, quê quán ở xã Hải Trung, huyện Hải Hậu, tỉnh Nam Định, người dân tộc Kinh, không theo tôn giáo nào.

## Giáo dục
Ông có trình độ chuyên môn Cử nhân Tài chính - Kế toán chuyên ngành Tài vụ công nghiệp, Cử nhân chính trị - hành chính. Ông có bằng cao cấp lí luận chính trị.

## Sự nghiệp
Ngày 22 tháng 12 năm 1984, ông gia nhập Đảng Cộng sản Việt Nam.
Ông từng là Bí thư Huyện ủy Hải Hậu, Nam Định.

### Đại biểu Quốc hội Việt Nam khóa XIII tỉnh Nam Định
Từ năm 2011 đến năm 2016, ông là đại biểu quốc hội Việt Nam khóa XIII thuộc đoàn đại biểu Nam Định, Ủy viên thường trực Ủy ban Tài chính-Ngân sách của Quốc hội khóa XIII (Đại biểu chuyên trách Trung ương). Ông có trình độ chuyên môn cử nhân tài chính - kế toán, cao cấp lí luận chính trị. Ông từng là đại biểu hội đồng nhân dân cấp huyện.

### Đại biểu Quốc hội Việt Nam khóa XIV tỉnh Nam Định
Hiện tại, ông là Ủy viên thường trực Ủy ban Tài chính - Ngân sách của Quốc hội Việt Nam khóa XIV, Phó Chủ tịch Nhóm nghị sĩ hữu nghị Việt Nam - Mông Cổ, đại biểu quốc hội Việt Nam khóa XIV nhiệm kì 2016-2021 (Đại biểu chuyên trách Trung ương).

#### Hoạt động
Tại kì họp thứ 7 Quốc hội Việt Nam khóa 14 vào tháng 5 năm 2019, Trần Quang Chiểu đề xuất với Chính phủ Việt Nam cần sớm có giải pháp để huy động vàng và ngoại tệ trong dân để bù cho khoản nợ mà chính phủ phải vay nước ngoài với lãi suất cao.